# Lekkoatletyka na Igrzyskach Frankofońskich 2013
Lekkoatletyka na Igrzyskach Frankofońskich 2013 – zawody lekkoatletyczne podczas igrzysk frankofońskich rozgrywane były w Nicei od 10 do 15 września.
Rywalizacja w wielobojach zaliczana była do cyklu IAAF Combined Events Challenge.

## Rezultaty

### Mężczyźni
| Konkurencja:                  | 1. miejsce                                                                      | Rezultat  | 2. miejsce                                                                | Rezultat  | 3. miejsce                                                                            | Rezultat  |
| Bieg na 100 m                 | Emmanuel Biron                                                                  | 10,41     | Dontae Richards-Kwok                                                      | 10,46     | Samuel Francis                                                                        | 10,53     |
| Bieg na 200 m                 | Segun Makinde                                                                   | 20,80     | Idrissa Adam                                                              | 21,21     | Jonathan Oliver Permal                                                                | 21,35     |
| Bieg na 400 m                 | Antoine Gillet                                                                  | 46,64     | Toumany Coulibaly Angel Chelala                                           | 46,87     |                                                                                       |           |
| Bieg na 800 m                 | Musaeb Abdulrahman Balla                                                        | 1:46,57   | Samir Jamaa                                                               | 1:47,50   | Nader Belhanbel                                                                       | 1:47,72   |
| Bieg na 1500 m                | Ayanleh Souleiman                                                               | 3:57,35   | Krzysztof Żebrowski                                                       | 3:57,58   | Fouad El Kaam                                                                         | 3:57,91   |
| Bieg na 10 000 m              | Hicham Bellani                                                                  | 28:49,09  | Olivier Irabaruta                                                         | 28:53,34  | Mustapha El Aziz                                                                      | 29:05,05  |
| Bieg na 110 m przez płotki    | Sékou Kaba                                                                      | 13,84     | Ladji Doucouré                                                            | 13,95     | Ingvar Moseley                                                                        | 14,02     |
| Bieg na 400 m przez płotki    | Mamadou Kassé Hanne                                                             | 49,48     | Yoan Décimus                                                              | 50,05     | Mohamed Sghaier                                                                       | 50,46     |
| Bieg na 3000 m z przeszkodami | Hamid Ezzine                                                                    | 8:43,41   | Yoann Kowal                                                               | 8:43,79   | Maaz Abdelrahman Bala                                                                 | 8:45,16   |
| Sztafeta 4 × 100 m            | Kanada · Aaron Brown · Segun Makinde · Dontae Richards-Kwok · Jared Connaughton | 39,14     | Francja · Méba-Mickaël Zézé · David Alerte · Arnaud Remy · Emmanuel Biron | 39,36     | Region Waloński Damien Broothaerts Kévin Borlée Jonathan Borlée Julien Watrin         | 39,58     |
| Sztafeta 4 × 400 m            | Francja · Toumane Coulibaly · Mamoudou Hanne · Yoan Décimus · Angel Chelala     | 3:05,22   | Region Waloński Robin Vanderbemden Antoine Gillet Dylan Borlée Will Oyowe | 3:06,24   | Szwajcaria · Silvan Lutz · Kariem Hussein · Daniele Angelella · Philipp Weissenberger | 3:07,21   |
| Skok wzwyż                    | Derek Drouin                                                                    | 2,30      | Mihai Donişan Mickaël Hanany                                              | 2,30      |                                                                                       |           |
| Skok o tyczce                 | Valentin Lavillenie                                                             | 5,50      | Jason Wurster Shawnacy Barber                                             | 5,35      |                                                                                       |           |
| Skok w dal                    | Adrian Strzałkowski                                                             | 7,99w     | Kafétien Gomis                                                            | 7,81      | Adrian Vasile                                                                         | 7,78w     |
| Trójskok                      | Yoann Rapinier                                                                  | 17,11     | Gaëtan Saku Bafuanga                                                      | 16,93     | Tareq Bougtaïb                                                                        | 16,66     |
| Pchnięcie kulą                | Tomasz Majewski                                                                 | 20,18 CR  | Gaëtan Bucki                                                              | 19,33     | Tim Nedow                                                                             | 19,09     |
| Rzut dyskiem                  | Sergiu Ursu                                                                     | 62,87     | Rasheed Shafi Al-Dosari                                                   | 59,06     | Ahmed Mohamed Dheeb                                                                   | 58,65     |
| Rzut młotem                   | Paweł Fajdek                                                                    | 78,28     | Quentin Bigot                                                             | 74,60     | Aszraf Amdżad as-Sajfi                                                                | 72,88     |
| Rzut oszczepem (szczegóły)    | Łukasz Grzeszczuk                                                               | 78,62 CR  | Curtis Moss                                                               | 76,04     | Killian Durechou                                                                      | 73,22     |
| Dziesięciobój                 | Bastien Auzeil                                                                  | 7789 pkt. | Darko Pešić                                                               | 7636 pkt. | Guillaume Thierry                                                                     | 7511 pkt. |

### Kobiety
| Konkurencja:                  | 1. miejsce                                                                     | Rezultat  | 2. miejsce                                                                | Rezultat  | 3. miejsce                                                                 | Rezultat  |
| Bieg na 100 m                 | Ayodelé Ikuesan                                                                | 11,72     | Andreea Ogrăzeanu                                                         | 11,72     | Shai-Anne Davis                                                            | 11,80     |
| Bieg na 200 m                 | Crystal Emmanuel                                                               | 23,63     | Léa Sprunger                                                              | 23,83     | Cynthia Bolingo                                                            | 24,08     |
| Bieg na 400 m                 | Floria Gueï                                                                    | 52,31     | Marie Gayot                                                               | 52,33     | Bianca Răzor                                                               | 52,69     |
| Bieg na 800 m                 | Elena Mirela Lavric                                                            | 2:02,27   | Malika Akkawi                                                             | 2:02,61   | Melissa Bishop                                                             | 2:03,44   |
| Bieg na 1500 m                | Rababe Arafi                                                                   | 4:18,70   | Siham Hilali                                                              | 4:18,89   | Angelika Cichocka                                                          | 4:19,37   |
| Bieg na 10 000 m              | Diane Nukuri-Johnson                                                           | 32:29,14  | Khadija Sammah                                                            | 32:38,42  | Claudette Mukasakindi                                                      | 33:20,87  |
| Bieg na 100 m przez płotki    | Anne Zagré                                                                     | 13,41     | Gnima Faye                                                                | 13,47     | Clélia Reuse                                                               | 13,57     |
| Bieg na 400 m przez płotki    | Hayat Lambarki                                                                 | 57,22     | Noelle Montcalm                                                           | 57,52     | Mame Fatou Faye                                                            | 57,66     |
| Bieg na 3000 m z przeszkodami | Ancuța Bobocel                                                                 | 9:46,82   | Salima El Ouali Alami                                                     | 9:48,53   | Geneviève Lalonde                                                          | 9:53,35   |
| Sztafeta 4 × 100 m            | Region Waloński Laura Leprince Laetitia Libert Cynthia Bolingo Anne Zagré      | 44,70     | Szwajcaria · Clélia Reuse · Sarah Atcho · Marisa Lavanchy · Léa Sprunger  | 45,01     | Francja · Aisseta Diawara · Carima Louami · Émilie Gaydu · Ayodelé Ikuesan | 45,03     |
| Sztafeta 4 × 400 m            | Rumunia · Sandra Belgyan · Elena Mirela Lavric · Adelina Pastor · Bianca Răzor | 3:29,81   | Kanada · Adrienne Power · Melissa Bishop · Noelle Montcalm · Alicia Brown | 3:34,25   | Francja · Émeline Bauwe · Clarisse Moh · Fanny Lefevre · Floria Gueï       | 3:35,20   |
| Skok wzwyż                    | Mélanie Melfort                                                                | 1,90      | Justyna Kasprzycka                                                        | 1,88      | Michelle Theophille                                                        | 1,86      |
| Skok o tyczce                 | Marion Lotout                                                                  | 4,40 CR   | Fanny Smets                                                               | 4,40      | Heather Hamilton Syrine Balti                                              | 4,10      |
| Skok w dal                    | Anna Jagaciak                                                                  | 6,68 CR   | Teresa Dobija                                                             | 6,66      | Christabel Nettey                                                          | 6,63      |
| Trójskok                      | Anna Jagaciak                                                                  | 13,92     | Carmen Toma                                                               | 13,92     | Sandrine Mbumi                                                             | 13,44     |
| Pchnięcie kulą                | Anca Heltne                                                                    | 17,14     | Fabienne Digard                                                           | 15,32     | Auriol Dongmo                                                              | 15,30     |
| Rzut dyskiem                  | Suzanne Kragbé Kazai                                                           | 55,58     | Lucie Catouillart                                                         | 53,12     | Pauline Pousse                                                             | 53,07     |
| Rzut młotem                   | Anita Włodarczyk                                                               | 75,62 CR  | Bianca Perie                                                              | 70,41     | Alexandra Tavernier                                                        | 69,95     |
| Rzut oszczepem                | Krista Woodward                                                                | 52,82     | Alexia Kogut Kubiak                                                       | 51,35     | Jessica Rosun                                                              | 49,36     |
| Siedmiobój                    | Laura Arteil                                                                   | 5534 pkt. | Madelaine Buttinger                                                       | 5177 pkt. | Nada Charoudi                                                              | 4966 pkt. |